# Pseudochironomus fulviventris
Pseudochironomus fulviventris är en tvåvingeart som först beskrevs av Oskar Augustus Johannsen 1905.  Pseudochironomus fulviventris ingår i släktet Pseudochironomus och familjen fjädermyggor. Inga underarter finns listade i Catalogue of Life.